# エディソン・バリオス
エディソン・エルネスト・バリオス・カスティーヨ（Edison Ernesto Barrios Castillo、1988年10月11日 - ）は、ベネズエラ出身のプロ野球選手（投手）。右投右打。
日本プロ野球（NPB）における連続試合ホールド記録の保持者。

## 経歴

### パイレーツ時代
2006年にピッツバーグ・パイレーツに入団し、傘下のマイナーリーグルーキー級・ベネズエラン・サマーリーグ・パイレーツで3年間プレーした。いずれの年度も防御率は1点台だった。

### ベネズエラ時代
2009年からはベネズエラのウィンターリーグ（リーガ・ベネソラーナ・デ・ベイスボル・プロフェシオナル）に2年連続参加して数試合登板したが目立った成績は残せなかった。

### 関西独立リーグ 神戸サンズ時代
2011年は同年度から関西独立リーグへ参入した神戸サンズに同年より入団して4月24日にチームに合流した。主に先発でプレーし、前期は最多勝利・ベストナインを獲得してチームを優勝に導いた。防御率はリーグ4位の1.66だった。

### ソフトバンク時代
2011年シーズン途中の7月29日に福岡ソフトバンクホークスが獲得を発表した。7月31日にヤンシー・ブラゾバンと共に入団会見を行い、背番号は69に決まった。一軍昇格はなく終わり、二軍では8月にわずか3試合の登板で防御率は7.50に終わり、9月以降は三軍で出場した。オフの12月2日に一旦自由契約となった。オフはベネズエラのウィンターリーグに参加して中継ぎ7回2/3イニングで防御率3.52だった。
2012年1月18日に育成選手として再契約し、背番号は142となった。3月20日の二軍公式戦の開幕戦で6回を無失点に抑えて勝利投手となったが、右肘の故障が発覚し、6月6日に右肘関節内側側副靱帯再建手術（トミー・ジョン手術）を受けた。シーズンをリハビリに費やし、同年の登板は二軍は前述の1試合のみ、三軍も2試合に終わった。10月31日、規約に基づき一旦自由契約公示された。
2013年も引き続き育成選手として契約を更新した。13か月のリハビリを終え、7月10日に二軍公式戦に復帰した。7月末の支配下登録期限前に5枠の空きがあった点と高山郁夫投手コーチの強い推薦があり、期限直前の試合でも先発無失点と好投した事から、7月31日に支配下登録されて背番号は7に決まった。空き番号の関係から投手としては異例の1桁となった。ホークスで投手が背番号7をつけるのは1947年の岩本信一以来である。8月18日に出場選手登録され一軍へ昇格し、同日の対北海道日本ハムファイターズ戦（帯広の森野球場）でNPB初登板・初先発を果たし、中田翔にソロ本塁打を許したが5回を7安打2失点と粘りNPB初勝利を挙げ、ヒーローインタビューを受けた。8月25日の対埼玉西武ライオンズ戦でも勝利し、育成出身で初登板・初勝利からの連勝はNPB史上初の記録となった。次の試合では球数がかさみ4回途中で降板して9月4日に二軍降格となった。9月20日に一軍へ合流したが、右腕に張りが出て東浜巨に登板機会を譲った。最終的に3試合で2勝を挙げたが、80球前後の投球数制限が設けられていた為、全て5イニング以下で降板した。12月17日に背番号が67に変更された。
2014年はシーズン前にデニス・サファテ、ジェイソン・スタンリッジ、ブライアン・ウルフ、李大浩、バーバロ・カニザレスと大型補強がなされたが、バリオスには1月下旬まで知らされていなかった。オフのトレーニングで肘は回復したが、春から腰痛や右肩痛を発症して7月まで三軍とリハビリ組を行き来していた。7月25日に一軍へ昇格し、大差からの登板で2試合リリーフ登板したものの好結果は得られず、8月8日に二軍降格となった。外国人枠の問題もあったが、8月以降は二軍公式戦でも投げず、三軍でシーズンを終えた。オフの11月5日に球団から退団が報告された。母国のウィンターリーグに参加し、6試合に出場し（先発1試合）、防御率3.46、WHIP2.08だった。
2015年1月6日に再び育成選手として契約を締結したと球団が発表し、背番号は142に戻った。前年のセットアッパー・五十嵐亮太と新外国人リック・バンデンハークが出遅れ、同年からの新投手コーチ・佐藤義則から球速と制球、中継ぎ適性を評価され、オープン戦8試合では勝ちパターンのリリーフとして自責1、防御率1.04と好成績を挙げたため、3月24日に支配下登録（3度目）され、背番号は65に変更された。開幕を一軍で迎え、開幕2戦目の3月28日の対千葉ロッテマリーンズ戦（福岡ヤフオク!ドーム）で2点リードの8回から登板し、1イニングを3者凡退に抑えてNPB初ホールドを記録し、工藤公康・新監督の初勝利にも貢献した。以降は主にリードした展開の8回を担当し、3月28日から5月20日までの17試合に登板し、藤川球児（2005年）の持つNPB記録17試合連続ホールドに並んだ（その間5月8日の対東北楽天ゴールデンイーグルス戦で13試合のパ・リーグ新記録を更新した）。しかし、18試合目となる5月22日の対日本ハム戦の8回2点リードから登板すると中田翔に同点ツーランホームランを打たれ、新記録達成とはならなかった。その後は6月2日の対横浜DeNAベイスターズ戦では髙谷裕亮の捕逸で救援失敗して敗戦投手になり、6月19日、6月24日にも同様に失敗し、10試合で先発投手の勝ち星を4度消す背信投球を行った（セーブ失敗）。その間6月23日の対西武戦では7回1点リードで登板して無失点に抑えた後の8回表に降雨コールドゲームとなりNPB初セーブを記録した。6月26日に中継ぎ部門のファン投票1位（2位増田達至と1020票差）となりオールスターゲームへの選出が発表された。しかし、2015年7月16日に出場を辞退することが発表された。
2016年は不調で11試合登板、2敗3ホールド、防御率も7点台に終わる。二軍では25試合登板、1勝1敗2セーブ、防御率2.59の成績を収めた。10月24日、球団から退団が発表された。

### BCリーグ 富山時代
2017年3月6日、BCリーグの富山GRNサンダーバーズに入団した。

### DeNA時代
2017年11月10日、横浜DeNAベイスターズとの契約合意が球団から発表された。年俸2000万円（推定）、背番号は42。
2018年は4月7日の対広島東洋カープ戦（マツダスタジアム）で先発として移籍後初勝利を飾った。シーズン終了時点で打線の援護に恵まれず、2勝しか記録できなかったものの、防御率3.33・WHIP1.19など先発及びリリーフとして存在感を示した。
2019年はシーズン開幕から不調が続き、二軍でも不安定な投球が続いた。一軍ではわずか3試合の先発のみに終わった。シーズン終了後には球団から翌2020年の契約を見送る旨を通告された。

### メキシカンリーグ時代
2020年4月2日にリーガ・メヒカーナ・デ・ベイスボルのメキシコシティ・レッドデビルズと契約。しかし、COVID-19の影響でシーズン中止となったため、公式戦での出場は無かった。9月7日にFAとなった。

## プレースタイル
神戸サンズ時代はストレートの最高球速148km/h、平均球速146km/hだった。ソフトバンク移籍後の二軍初登板で最速152km/hを記録した。また直球はフォーシームとツーシームを使い分け、内角を突く強気な投球である。2015年の5月に工藤公康監督は日本人のような下半身の使い方ができるため球速以上に速く感じると評価した
変化球はNPB移籍前はスライダー・カーブ・チェンジアップを投げており、NPB移籍後にフォークを磨き、カットボールを新たに覚えた。ナックルカーブもある。
2012年のキャンプで秋山幸二監督から投球が単調と評された。

## 人物
ベネズエラ時代にアレックス・カブレラの息子とバッテリーを組んでおり、アレックスとはソフトバンクでの同僚となった。
母国では食用として飼育されているカピバラを特別な日に食べる習慣があり、好物だった。味はアリゲーター（ワニ）に近いと述べている。
福岡移住後も、移籍初年度は神戸サンズのスタッフに毎日のように電話をかけていた。
オフはかつて自身が所属した母国の自宅近くにある野球アカデミーで練習を行っている。
西戸崎寮では通訳を置かず若手選手から熱心に日本語を学び、平仮名を読めるレベルに達した。ヒーローインタビューなどではスペイン語なまりの英語で話す。
王貞治球団会長とはキャンプの時に毎年食事を共にし、野球への考え方や多くの経験を聞き、糧としている。また連続ホールド日本記録に並んだ日が王の誕生日だったため、日本語でメッセージを送った。
2015年5月22日から6月24日までに4度ホールドに失敗した際、先発ローテーションから攝津正、大隣憲司と2人の先発が離脱し、先発の外国人バンデンハークが防御率2.08、2勝0敗と好投したにもかかわらず、工藤公康監督は「投球内容が悪くなったわけじゃない。（バリオスの再調整は）考えていない。今までの働きを考えると守ってあげられるようにしたい」と発言し、登録を抹消しなかった。

### 家族
トミー・ジョン手術は家族を母国に置いたまま日本で行った。2013年7月の支配下登録後に寮を出て妻、1歳の息子エディソン（Edixon）と生活を開始した。
父はボンゴのセミプロでいとこがプロのトランペット奏者、おじ2人もティンバレス、サックスのプロ奏者という音楽一家である。自身もボンゴやドラムが得意であり、野球を辞めたら音楽を学びたいと述べている。

## 詳細情報

### 年度別投手成績
| 年 度     | 球 団        | 登 板 | 先 発 | 完 投 | 完 封 | 無 四 球 | 勝 利 | 敗 戦 | セ 丨 ブ | ホ 丨 ル ド | 勝 率 | 打 者 | 投 球 回 | 被 安 打 | 被 本 塁 打 | 与 四 球 | 敬 遠 | 与 死 球 | 奪 三 振 | 暴 投 | ボ 丨 ク | 失 点 | 自 責 点 | 防 御 率 | W H I P |
| --------- | ------------ | ----- | ----- | ----- | ----- | -------- | ----- | ----- | -------- | ----------- | ----- | ----- | -------- | -------- | ----------- | -------- | ----- | -------- | -------- | ----- | -------- | ----- | -------- | -------- | ------- |
| 2013      | ソフトバンク | 3     | 3     | 0     | 0     | 0        | 2     | 1     | 0        | 0           | .667  | 63    | 13.2     | 18       | 1           | 5        | 0     | 1        | 8        | 2     | 0        | 7     | 7        | 4.61     | 1.69    |
| 2014      | ソフトバンク | 2     | 0     | 0     | 0     | 0        | 0     | 0     | 0        | 0           | ----  | 12    | 2.2      | 3        | 0           | 2        | 0     | 0        | 3        | 0     | 0        | 1     | 1        | 3.38     | 1.88    |
| 2015      | ソフトバンク | 30    | 0     | 0     | 0     | 0        | 0     | 2     | 1        | 20          | .000  | 152   | 34.0     | 37       | 1           | 16       | 2     | 3        | 34       | 1     | 1        | 15    | 12       | 3.18     | 1.56    |
| 2016      | ソフトバンク | 11    | 0     | 0     | 0     | 0        | 0     | 2     | 0        | 3           | .000  | 60    | 12.2     | 20       | 1           | 5        | 2     | 0        | 16       | 1     | 1        | 11    | 11       | 7.82     | 1.97    |
| 2018      | DeNA         | 14    | 10    | 0     | 0     | 0        | 2     | 5     | 0        | 0           | .286  | 228   | 54.0     | 52       | 1           | 12       | 0     | 2        | 39       | 2     | 1        | 23    | 20       | 3.33     | 1.19    |
| 2019      | DeNA         | 3     | 3     | 0     | 0     | 0        | 1     | 2     | 0        | 0           | .333  | 66    | 14.2     | 12       | 0           | 10       | 1     | 2        | 11       | 0     | 0        | 8     | 7        | 4.30     | 1.50    |
| 通算：6年 | 通算：6年    | 63    | 16    | 0     | 0     | 0        | 5     | 12    | 1        | 23          | .294  | 581   | 131.2    | 142      | 4           | 50       | 5     | 8        | 111      | 6     | 3        | 65    | 58       | 3.96     | 1.46    |

- 2021年度シーズン終了時

### 記録

#### NPB
初記録
- 初登板・初先発登板・初勝利・初先発勝利：2013年8月18日、対北海道日本ハムファイターズ16回戦（帯広の森野球場）、5回2失点[67]
- 初奪三振：同上、1回裏にミチェル・アブレイユから見逃し三振
- 初ホールド：2015年3月28日、対千葉ロッテマリーンズ2回戦（福岡 ヤフオク!ドーム）、8回表に2番手で救援登板、1回無失点[37]
- 初セーブ：2015年6月23日、対埼玉西武ライオンズ10回戦（埼玉県営大宮公園野球場）、7回裏に2番手で救援登板、1回無失点 ※8回表途中での降雨コールド試合[47]

その他の記録
- 17試合連続ホールド：2015年 ※藤川球児と並ぶNPBタイ記録

### 独立リーグでの投手成績
| 年 度     | 球 団     | 登 板 | 勝 利 | 敗 戦 | セ 丨 ブ | 勝 率 | 打 者 | 投 球 回 | 被 安 打 | 被 本 塁 打 | 与 四 球 | 与 死 球 | 奪 三 振 | 暴 投 | ボ 丨 ク | 失 点 | 自 責 点 | 防 御 率 | 奪 三 振 率 | W H I P |
| --------- | --------- | ----- | ----- | ----- | -------- | ----- | ----- | -------- | -------- | ----------- | -------- | -------- | -------- | ----- | -------- | ----- | -------- | -------- | ----------- | ------- |
| 2011      | 神戸      | 9     | 6     | 1     | 0        | .857  | 202   | 48.2     | 37       | 0           | 22       | 1        | 38       | 3     | 1        | 14    | 9        | 1.66     | 7.03        | 1.23    |
| 2017      | 富山      | 18    | 10    | 4     | 0        | .714  | 386   | 97.1     | 73       | 1           | 29       | 5        | 103      | 6     | 0        | 18    | 15       | 1.39     | 9.52        | 1.05    |
| 通算：2年 | 通算：2年 | 27    | 16    | 5     | 0        | .762  | 588   | 146.0    | 110      | 1           | 51       | 6        | 141      | 9     | 1        | 32    | 24       | 1.48     | 8.69        | 1.10    |

### 背番号
- 34（2011年 - 同年7月28日、2017年）
- 69（2011年7月29日 - 同年終了）
- 142（2012年 - 2013年7月30日、2015年1月7日 - 同年3月23日）
- 7（2013年7月31日 - 同年終了）
- 67（2014年）
- 65（2015年3月24日 - 2016年）
- 42（2018年 - 2019年）